# Atholus tornatus
Atholus tornatus är en skalbaggsart som först beskrevs av J. L. Leconte 1880.  Atholus tornatus ingår i släktet Atholus och familjen stumpbaggar. Inga underarter finns listade i Catalogue of Life.